# 고랴쿠가나
고랴쿠가나(合略仮名、ごうりゃくがな)는 가나의 합자이다.

## 개요
「ヿ(코토)」 「(시테)」 등은 합자는 아니지만, 고랴쿠가나와 함께 소개되기도 한다.
1900년(메이지 33년)의 「가나는 한 음에 한 문자로 한다」는 메이지 정부의 정령에 의해서, 공적으로는 사용하지 않게 되었다.

## 전자 기기 상에서의 취급
2000년까지, 컴퓨터 상에서는 외자(外字, 상용한자 이외의 한자)의 이용 등에서 밖에 고랴쿠가나를 취급하지 않았다.
2000년, JIS X 0213이 정해졌다. 이에 따라 「ヿ(코토)」와 「ゟ(요리)」를 사용할 수 있게 되었다.
2002년, Unicode 3.2에 「ヿ(코토)」와 「ゟ(요리)」가 채용되었다.
2009년, Unicode 5.2에 「(토모)」가 채용되고, 사용할 수 있게 되었다. 그러나, 한중일 통합 한자 확장 C로 등록되었다.
2017년, Unicode 10.0에 「 (시테)」 「(나리)」 「(나리)」가 채용되고, 사용할 수 있게 되었다. 그러나, 한중일 통합 한자 확장 F로 등록되었다.

## 표시 가능한 폰트
2023년 7월, 고랴쿠가나가 표시 가능한 폰트로는 이하와 같은 것이 있다.
- IPAmj明朝(, , , , , 를 수록)
- Oradano明朝GSRRフォント(, 를 수록)
- 字躰帳変体仮名(, , , , , , , , , , , , , , 를 수록)

## 일람

### 히라가나
이하는 합자이다.
| 읽기             | 사진 | 문자 | Unicode | 자원                         |
| ---------------- | ---- | ---- | ------- | ---------------------------- |
| 카시코           |      | -    | -       | 𛀚(か (可의 헨타이가나))しこ |
| 코토             |      | ͡と   | -       | こと                         |
| 고토             | ゙     | ͡ど   | -       | ごと                         |
| 사마             |      | -    | -       | さ𛃅(ま (滿의 헨타이가나))   |
| 사마             |      | -    | -       | さ𛃅(ま (滿의 헨타이가나))   |
| 마이라세사우라후 |      | -    | -       | まいらせ候                   |
| 마이라세사우라후 |      | -    | -       | まいらせ候                   |
| 요리             |      | ゟ   | U+309F  | より                         |

이하는 합자는 아니다.
| 읽기 | 사진                                 | 문자 | Unicode | 자원 |
| ---- | ------------------------------------ | ---- | ------- | ---- |
| 나리 |                                      | F    | U+2CF02 | 也   |
| 토모 | 사진 보관됨 2024-03-09 - 웨이백 머신 | -    | -       | 共   |
| 도모 |                                      | -    | -       | 共゛ |

### 가타카나
이하는 합자이다.
| 읽기   | 사진 | 문자 | Unicode | 자원 |
| ------ | ---- | ---- | ------- | ---- |
| 토이후 |      | -    | -       | ト云 |
| 토키   |      | -    | -       | トキ |
| 토테   |      | -    | -       | トテ |
| 토모   |      | 𪜈   | U+2A708 | トモ |
| 도모   | ゙     | 𪜈゙゛ | -       | ドモ |
| 요리   |      | -    | -       | ヨリ |

이하는 합자는 아니다.
| 읽기 | 사진 | 문자 | Unicode | 자원 |
| ---- | ---- | ---- | ------- | ---- |
| 이후 |      | -    | -       | 云   |
| 코토 |      | ヿ   | U+30FF  | 事   |
| 시테 |      | F    | U+2CF00 | 為   |
| 토키 |      | -    | -       | 時   |
| 나리 |      | F    | U+2CEFF | 也   |

## 유사 문자
- 「마스(ます)」라고 읽는 문자 「〼」는, 계량에 사용하는 됫바가지를 기호화한 것으로, 고랴쿠가나는 아니다.
- 한자의 일부를 가나로 치환한 글자(약자)가 있으나, 이들도 고랴쿠가나는 아니다.
  - 예: 「機」, 「議」, 「摩」 또는 「魔」 → 「약자」를 참조.
- 인터넷 속어로, 기존 문자의 변과 방이 다른 문자로 해독가능한 경우, 해당 문자 한 글자를 다른 문자 두 글자 대신 사용하는 경우가 있다.
  - 예: 「托い」(キモい, 기분 나쁘다) 「モルール」(モノレール, 모노레일) 등.

## 참고 문헌
- 헤비조(蛇蔵), 우미노 나기코(海野凪子) (2009년 2월 18일). 《일본인이 모르는 일본어 과연~×폭소!의 일본어 "재발견" 코믹 에세이(日本人の知らない日本語 なるほど〜×爆笑！の日本語"再発見"コミックエッセイ)》. 미디어 팩토리(メディアファクトリー). ISBN 978-4-8401-2673-1.헤비조(蛇蔵), 우미노 나기코(海野凪子) (2009년 2월 18일). 《일본인이 모르는 일본어 과연~×폭소!의 일본어 "재발견" 코믹 에세이(日本人の知らない日本語 なるほど〜×爆笑！の日本語"再発見"コミックエッセイ)》. 미디어 팩토리(メディアファクトリー). ISBN 978-4-8401-2673-1. - 「마이라세소로」에 대해서 언급.
- 마스다 다메히코(益田多米彦), 편집. (1902년 6월 30일). 《일본 문전 초보(日本文典初歩)》. 마스다 다메히코(益田多米彦). - 고랴쿠가나에 대해서 설명.

## 같이 보기
- 헨타이가나
- 합자
- 이후 (가나)
- 카시코 (가나)
- 코토 (가나)
- 사마 (가나)
- 시테 (가나)
- 토키 (가나)
- 토모 (가나)
- 나리 (가나)
- 마이라세소로 (가나)
- 요리 (가나)